# Флаг Монтсеррата
Флаг Монтсеррата — принят 10 апреля 1909 года.
Флаг представляет собой синее полотнище, левую верхнюю четверть которого занимает национальный флаг Великобритании (Юнион Джек), а в центре правой половины расположен герб Монтсеррата.
Флаг губернатора Монтсеррата представляет собой флаг Великобритании, в центр которого помещён герб Монтсеррата.

Флаг губернатора